# Polymerus microphthalmus
Polymerus microphthalmus är en insektsart som först beskrevs av Wagner 1951.  Polymerus microphthalmus ingår i släktet Polymerus, och familjen ängsskinnbaggar. Arten är reproducerande i Sverige.